# بيلبر يونايتد
نادي بيلبر يونايتد لكرة القدم (بالإنجليزية: .Belper United F.C)‏ هو نادٍ لكرة القدم مقره في بيلبر، ديربيشاير، بإنجلترا. هم حاليًا أعضاء في United Counties League Division One ويلعبون في Christchurch Meadow، موطن Belper Town.

## سجلات النادي
- أفضل أداء لكأس الاتحاد الإنجليزي: الجولة التمهيدية، 2017–18.[1]